# Поріцька сільська рада
Поріцька сільська́ ра́да (біл. Парэцкі сельсавет) — адміністративно-територіальна одиниця у складі Пінського району Берестейської області Білорусі. Адміністративний центр — село Тобулки.

## Склад
Населені пункти, що підпорядковувалися сільській раді станом на 2009 рік:
| Населений пункт | Тип  | Населення, осіб (2009) |
| --------------- | ---- | ---------------------- |
| Ольшанка        | село | 82                     |
| Поріччя         | село | 522                    |
| Тобулки         | село | 463                    |
| Чемерин         | село | 254                    |

## Населення
За переписом населення Білорусі 2009 року чисельність населення сільської ради становила 1321 особа.

### Національність
Розподіл населення за рідною національністю за даними перепису 2009 року:
| Національність | Осіб | Відсоток |
| -------------- | ---- | -------- |
| білоруси       | 1270 | 96,14 %  |
| росіяни        | 36   | 2,73 %   |
| українці       | 11   | 0,83 %   |
| поляки         | 2    | 0,15 %   |
| азербайджанці  | 1    | 0,08 %   |
| чуваші         | 1    | 0,08 %   |
| Разом          | 1321 | 100 %    |